# Antoni Moliné i Sibil
Antoni Moliné i Sibil (Vila de Gràcia, 1881 - 1963) fou un pessebrista català, inventor del diorama del pessebre.

## Biografia
En Moliné, fill de botiguers, de ben petit ja s'afeccionà a la construcció del pessebre, sempre seguint els cànons de la tradició i a la recerca del realisme. Una greu malaltia estroncà el seu desig d'estudiar arquitectura. La seva germana, la Francesca, es feu monja carmelitana al convent del carrer Montseny de Gràcia. Durant la Setmana Tràgica, el 1909, es cremà el convent carmelita. Aquesta comunitat muntava cada any un pessebre, sota la direcció d'en Joan Turell, que aquel any era a París. La Francesca demanà al seu germà de substituir-lo, i així ho va fer a parit d'aleshores. L'any 1912, en Moliné demanà guix a un paleta que treballava també al convent, per a reforçar l'estructura de l'anunciata als pastors que estava muntant, iniciant així un nou estil de construcció del pessebre. Inventà així el diorama artístic, convertint-se en 'pare' de l'anomenada Escola de Barcelona del pessebrisme, que representa els pessebres limitant la visió des d'un sol punt de vista, com si es tractés d'un escenari, utilitzant el guix enlloc del suro i el paper i amb la utilització de la perspectiva.
Fou membre de l'Associació de Pessebristes de Barcelona.
La seva filla Mari Carme es casà amb Josep Bofill i Herrero, també pessebrista, i tingueren un fill, Josep Bofill i Moliné, que és escultor i pintor.

## Publicacions
- Moliné i Sibil, Antoni. Consells de Pessebrista. Mitjançant rodolins comentats, adients a la construcció dels pessebres. Imp. Francesc Forès, 1957.